# Orchelimum gladiator
Orchelimum gladiator är en insektsart som beskrevs av Bruner, L. 1891. Orchelimum gladiator ingår i släktet Orchelimum och familjen vårtbitare. Inga underarter finns listade i Catalogue of Life.